# Oreosparte celebica
Oreosparte es un género monotípico de plantas fanerógamas de la familia Apocynaceae. Su única especie es Oreosparte celebica Schltr.. Es originario de Asia, donde se encuentra en las Célebes en los bosques  de montaña a una altitud de 1.200 metros.
El género es poco conocido debido a que la especie tipo fue destruida en Berlín.

## Descripción
Son enredaderas herbáceas epífitas, poco peludas. Las hojas son coriáceas a carnosas de 5.5-9 cm de largo y 2.2-3.7 cm de ancho, ovadas a oblongas, glabras.
Las inflorescencias son extra-axilares, solitarias, simples, largamente pedunculadas, con pedúnculos mucho más largos que los pedicelos, hirsutas; raquis recto, engrosado, con flores dispuestas en espiral; los pedicelos son cortos.